# Суліслав (Опольське воєводство)
Суліслав (пол. Sulisław) — село в Польщі, у гміні Ґродкув Бжезького повіту Опольського воєводства.
Населення — 132 особи (2011).
У 1975-1998 роках село належало до Опольського воєводства.

## Демографія
Демографічна структура станом на 31 березня 2011 року:
|          | Загалом | Допрацездатний вік | Працездатний вік | Постпрацездатний вік |
| -------- | ------- | ------------------ | ---------------- | -------------------- |
| Чоловіки | 76      | 13                 | 58               | 5                    |
| Жінки    | 56      | 10                 | 38               | 8                    |
| Разом    | 132     | 23                 | 96               | 13                   |